# Hinkley-i talajvíz-szennyeződés
1952 és 1966 között a Pacific Gas and Electric Company (PG&E) körülbelül 370 millió gallon (1400 millió liter) krómmal szennyezett szennyvizet öntött a kaliforniai Hinkley város körüli, 120 mérföldre északra fekvő Mojave-sivatagban található, béleletlen szennyvízterítő tavakba, Los Angelestől északkeletre.
A PG&E króm 6-ot vagy hat vegyértékű krómot (olcsó és hatékony rozsdamentesítő) használt a földgázszállító csővezetékek kompresszorállomásában. A hat vegyértékű krómvegyületek genotoxikus rákkeltő anyagok.
1993-ban Erin Brockovich jogi hivatalnok vizsgálatot kezdett a szennyeződés egészségügyi hatásairól. A szennyezéssel kapcsolatos csoportos keresetet 1996-ban, július 2-án rendezték 333 millió dollárért (2023-ban körülbelül 634 millió dollárért).
2008-ban a PG&E rendezte az utolsó ügyet a Hinkley-követelésekkel kapcsolatban. Azóta a város lakossága odáig csökkent, hogy 2016-ban a The New York Times úgy írta le Hinkley-t, mint amely lassan szellemvárossá vált.